# Sienska slikarska šola
Sienska slikarska šola je od 13. do 15. stoletja cvetela v italijanski Sieni. Med najpomembnejšimi umetniki so Duccio, katerega dela kažejo na bizantinski vpliv, njegov učenec Simone Martini, bratje Pietro Lorenzetti in Ambrogio Lorenzetti ter Domenico in Taddeo di Bartolo, Sassetta in Matteo di Giovanni.

## Zgodovina
Duccia lahko štejemo za »očeta sienskega slikarstva«. Brata Pietro in Ambrogio Lorenzetti sta bila »odgovorna za ključni razvoj sienske umetnosti, ki se je od tradicije, ki jo je podedoval Duccio, premaknila h gotskemu slogu in vključevala novosti v Firencah, ki sta jih uvedla Giotto in Arnolfo di Cambio«.
»Sineska umetnost je cvetela tudi takrat, ko je Siena sama začela gospodarsko in politično propadati. In medtem ko umetniki iz Siene iz 15. stoletja niso uživali širokega pokroviteljstva in spoštovanja, ki so ga prejeli njihovi predhodniki iz 14. stoletja, so slike in iluminirani rokopisi ustvarili v obliki eden od podcenjenih zakladov v blagodati italijanske umetnosti.«
Konec 15. stoletja je Siena »dokončno podlegla« naukom florentinske šole o perspektivi in naturalistični predstavitvi, ki je absorbirala njeno »humanistično kulturo«. V 16. stoletju sta tam delala manierist Domenico Beccafumi in Il Sodoma. Medtem ko se je Baldassare Peruzzi rodil in šolal v Sieni, njegova glavna dela in slog odražajo njegovo dolgo kariero v Rimu. Gospodarski in politični zaton Siene do 16. stoletja in njeno morebitno podrejanje Firencam sta v veliki meri preverjala razvoj sienskega slikarstva, čeprav je to pomenilo tudi, da dobršen del sienskih del v cerkvah in javnih zgradbah ni bil zavržen ali uničen.

## Slog
Za razliko od florentinske umetnosti se je sienska umetnost odločila za bolj dekorativni slog in bogate barve z »tanjšimi, elegantnejšimi in bolj dvornimi figurami«. Ima tudi »mistično žilico ... za katero je značilno skupno osredotočanje na čudežne dogodke, z manj pozornosti na razmerja, izkrivljanje časa in kraja ter pogosto sanjsko obarvanost«. Sienski slikarji niso slikali portretov, alegorij ali klasičnih mitov.

## Seznam umetnikov

### 1251–1300
- Guido da Siena

### 1301–1350
- Duccio di Buoninsegna
- Segna di Buonaventura
- Niccolò di Segna
- Simone Martini
- Lippo Memmi
- Naddo Ceccarelli
- Ambrogio Lorenzetti
- Pietro Lorenzetti
- Bartolomeo Bulgarini
- Ugolino di Nerio
- Lippo Vanni

### 1351–1400
- Bartolo di Fredi
- Andrea Vanni
- Francesco di Vannuccio
- Jacopo di Mino del Pellicciaio
- Niccolò di Bonaccorso
- Niccolò di Ser Sozzo
- Luca di Tommè
- Taddeo di Bartolo
- Andrea di Bartolo
- Paolo di Giovanni Fei
- (Mojster Richardsonovega triptiha)
- Biagio Goro Ghezzi

### 1401–1450
- Benedetto di Bindo
- Domenico di Bartolo
- Giovanni di Paolo
- Gregorio di Cecco
- Martino di Bartolomeo
- Master of the Osservanza Triptych
- Pietro di Giovanni d'Ambrogio
- Priamo della Quercia
- Sano di Pietro
- Sassetta (Stefano di Giovanni)
- Lorenzo di Pietro (Vecchietta)

### 1451–1500
- Nicola di Ulisse
- Matteo di Giovanni[6]
- Benvenuto di Giovanni
- Carlo di Giovanni
- Francesco di Giorgio Martini
- Neroccio di Bartolomeo de' Landi
- Pietro di Francesco degli Orioli
- Guidoccio Cozzarelli
- Bernardino Fungai
- Pellegrino di Mariano
- Andrea di Niccolò
- Pietro di Domenico

### 1501–1550
- Girolamo di Benvenuto
- Giacomo Pacchiarotti
- Girolamo del Pacchia
- Domenico Beccafumi
- Il Sodoma (Giovanni Antonio Bazzi)
- Riccio Sanese (Bartolomeo Neroni)

### 1601–1650
- Francesco Vanni
- Ventura Salimbeni
- Rutilio Manetti